# 拉易·奧利維拉
拉易·奧利維拉（Raí Souza Vieira de Oliveira，1965年5月15日—），通常稱為拉易（Raí），是一名已退役的巴西足球運動員，是1994年奪得世界盃冠軍的成員。

## 球員生涯
萊爾在巴西聖保羅州城市里贝朗普雷图出生，1984年，年僅19歲便於當地球會保地花高SP展開球員生涯，1986年轉投邦迪比達，首次於巴西甲組足球聯賽亮相。
1987年，萊爾加盟巴西著名球會聖保羅，首個球季由於受到傷患困擾，只取得一個入球。之後萊爾逐漸成為球隊攻擊主力，1992年協助聖保羅於東京舉行的洲際盃足球賽，以2-1擊敗巴塞隆拿，奪得洲際盃足球賽冠軍，他本人亦獲選賽事最佳球員，並於同年當選南美足球先生。
於1993年6月，萊爾以460萬美元轉會費，加盟法國著名球會巴黎聖日耳門。期間他幫助球隊贏得隊史第二次法甲冠軍，隔年打進了歐冠的四強，還贏得過一次歐洲盃賽冠軍杯。雖然他在球隊時間不算很長，但他是隊史最受歡迎的外籍球員之一。
到了1998年，年屆33歲的萊爾，返回巴西重投聖保羅，1999年球季結束後宣布結束球員生涯。

## 國際賽
萊爾於1987年首次入選巴西國家足球隊，於同年5月19日1-1賽和英格蘭的比賽，第一次在國際賽上陣。萊爾並有份參加同年在阿根廷舉行的美洲國家盃足球賽，在其中兩場比賽上陣。
1994年，萊爾是巴西國家足球隊贏得世界盃足球賽冠軍的成員，在三場分組賽均以隊長身份正選出場。不過由於表現未如理想，之後失去正選位置，只曾在八強對荷蘭及準決賽對瑞典兩場比賽，分別後備上陣10分鐘及45分鐘。

## 個人生活
萊爾的哥哥苏格拉底亦是巴西著名球星，曾以巴西國家足球隊隊長身份，參加過1982年及1986年兩屆世界盃足球賽。